# Lithiumperoxid
Lithiumperoxid, Li2O2 ist eine Sauerstoffverbindung des Alkalimetalls Lithium.

## Herstellung
Die Darstellung erfolgt durch Umsetzung von Lithiumhydroxid mit Wasserstoffperoxid und anschließendem Erhitzen unter Abspaltung von Wasserstoffperoxid
{\displaystyle \mathrm {LiOH\ +\ H_{2}O_{2}\longrightarrow \ LiOOH\ +\ H_{2}O} }
{\displaystyle \mathrm {2\ LiOOH\ {\xrightarrow {\Delta T}}\ Li_{2}O_{2}\ +\ H_{2}O_{2}} }

## Eigenschaften
Lithiumperoxid ist ein in reinster Form farbloser, gewöhnlich gelblicher Feststoff. Mit Wasser erfolgt Bildung von Wasserstoffperoxid.   Die Verbindung hat eine hexagonale Kristallstruktur mit der Raumgruppe P63/mmc (Raumgruppen-Nr. 194) und den Gitterparametern a = 3,183 Å und c = 7,726 Å. Die Kristallstruktur enthält zwei kristallographisch verschiedene Li-Atome. Eines ist von den sechs Sauerstoffatomen dreier Perioxidionen koordiniert, das zweite in einem verzerrten Oktaeder von den Sauerstoffatomen sechs benachbarter Peroxidionen.
Die Standardbildungsenthalpie von Lithiumperoxid beträgt ΔHf0 = −633 kJ/mol.

## Verwendung
Lithiumperoxid kann zur Herstellung hochreinen Lithiumoxids eingesetzt werden. Hierbei wird Lithiumperoxid bei 195 °C zersetzt, wobei sich Lithiumoxid und Sauerstoff bilden:
{\displaystyle \mathrm {2\ Li_{2}O_{2}\longrightarrow 2\ Li_{2}O+O_{2}} }
Des Weiteren wird es in der Raumfahrt zur Regeneration der lebenserhaltenden Gasversorgungssysteme eingesetzt. Mit Kohlenstoffdioxid reagiert es zu Lithiumcarbonat und Sauerstoff. Hierdurch wird der Atemluft Kohlenstoffdioxid entzogen und Sauerstoff freigesetzt.
{\displaystyle \mathrm {2\ Li_{2}O_{2}+2\ CO_{2}\longrightarrow 2\ Li_{2}CO_{3}+O_{2}} }
Lithiumperoxid findet Verwendung als Härter für spezielle Polymere. Es wird weiterhin für die sich in der Entwicklung befindenden Lithiumperoxid-Akkumulatoren verwendet bzw. beim Entladebetrieb in der Batterie gebildet.  